# SpVgg Herten
SpVgg Herten was een Duitse sportclub uit Herten, Noordrijn-Westfalen.

## Geschiedenis
De club werd opgericht in 1912 als SpV Herten 12. De club was aangesloten bij de West-Duitse voetbalbond en promoveerde in 1923 naar de hoogste klasse van de Westfaalse competitie. De club eindigde in de middenmoot, maar door competitieherstructurering belandde de club weer in de tweede klasse. In 1927 promoveerde de club opnieuw. De competitie was opnieuw in twee reeksen verdeeld en Herten werd derde. Het volgende seizoen werd de club groepswinnaar en versloeg in de finale DSC Arminia Bielefeld. De club plaatste zich zo voor de West-Duitse eindronde. In een groep met vier clubs werd Herten derde en was uitgeschakeld. Het volgende seizoen werden beide reeksen weer samengevoegd en Herten werd nu zelfs laatste. De club degradeerde echter niet omdat de competitie alweer naar twee reeksen ging. De club werd nu met één punt achterstand op SC Borussia 08 Rheine vicekampioen. In 1931/32 werd Herten weer groepswinnaar en versloeg in de finale ook Hammer SpVgg 03/04. In de eindronde verloor de club meteen met 1:4 van Meidericher SpV 02. Ook het volgende seizoen werd de club groepswinnaar. In de finale tegen Arminia Bielefeld speelde beide teams twee keer gelijk, waardoor er een derde beslissende wedstrijd kwam die Bielefeld met 4:2 won.
Na dit seizoen kwam de NSDAP aan de macht in Duitsland. De West-Duitse bond en zijn acht competities werden afgeschaft en vervangen door drie Gauliga’s. Herten ging spelen in de Gauliga Westfalen. De beste notering was een gedeelde derde plaats in 1936/37. De club kon drie keer gelijk spelen tegen FC Schalke 04, deze club domineerde de Gauliga elk seizoen en er waren jaren bij dat ze slechts één punt moesten prijsgeven. Na een voorlaatste plaats in 1939 degradeerde de club. In 1941 promoveerde de club weer en eindigde samen met SpVgg Röhlinghausen op een degradatieplaats en trok aan het kortste eind door een slechter doelsaldo.
Na de Tweede Wereldoorlog ging de club in de Landesliga spelen. In 1946/47 kreeg de club een 20:0 draai om de oren van Schalke 04. Vanaf 1947 werd de Oberliga West ingevoerd als hoogste klasse en hier plaatste de club zich niet voor. De club fuseerde met Concordia Herten en nam de naam SpVgg Herten 07/12 aan. Vanaf 1949 speelde de club in de II Division West, de tweede klasse. In 1952 werd deze van twee reeksen teruggebracht naar één reeks en de club eindigde slechts met één punt boven de degradatiezone. Het volgende seizoen werd de club laatste maar degradeerde niet. In 1955 eindigde de club samen met VfB Bottrop één punt onder Sportfreunde Hamborn 07, dat naar de Oberliga promoveerde. De volgende seizoenen eindigde de club steeds in de middenmoot en werd in 1963 nog eens derde. Na dit seizoen werd de Bundesliga ingevoerd als hoogste klasse en de Oberliga werd ontbonden. Door de goede notering plaatste Herten zich voor de Regionalliga West, dat nu de nieuwe tweede klasse werd. De concurrentie was nu echter een stuk groter dan de voorbije jaren en de twintig clubs waren na één seizoen al teruggebracht op achttien clubs. Op de laatste speeldag verloor de club in de laatste minute van VfB Bottrop en moest degraderen door een slechter doelsaldo dan STV Horst-Emscher, dat evenveel punten telde.
De club slaagde er niet meer in te promoveren naar de Regionalliga en in 1972 degradeerde de club ook uit de Verbandsliga. Na degradatie uit de Landesliga in 1976 ging de spiraal enkel nog neerwaarts tot in 1994 de club in de Kreisliga verzeilde. Op 1 juli 2000 fuseerde de club met DJK 07/26 Herten, dat in 1971 zelf ontstaan was door fusie van DJK Rot-Weiß 1907 Herten en Teutonia 1926 Herten-Süd. De nieuwe naam van de club was DJK SpVgg Herten 07.

## Erelijst
Kampioen Westfalen 
1929, 1932